# Shiprock
Shiprock, navažsky Tsé Bit'a'í (Okřídlená skála), je výrazný skalní suk (angl. monadnock), který se nachází 17,5 kilometru (11 mil) jihozápadně od stejnojmenného města ve státě Nové Mexiko v USA.

## Lokalita a název
Skalní suk Shiprock se tyčí do výšky 482 metrů nad okolní pouštní plošinou, označovanou jako Navajo Volcanic Field (navažsky Tsézhiin ´íí ´áhí – Černé strmé skály). Skála leží v centru oblasti, v minulosti obydlené národy, které byly po příchodu španělských kolonizátorů nazývány Pueblany (známí též jako Anasaziové). Tento region je obvykle označován jako Four Corners, tj. místo, kde se stýkají hranice čtyř států USA – Colorada, Nového Mexika, Arizony a Utahu. Anglicky mluvící obyvatelstvo v 19. století skálu zpočátku nazývalo The Needle (Jehla). Později se ujal název Ship Rock (nyní Schiprock), protože skála svým tvarem přistěhovalcům připomínala obří plachetnici.

## Vznik a historie skalního tvaru

### Geologie a geomorfologie
Skalní suk je tvořen brekciovitou magmatickou horninou stáří zhruba 27 miliónů let, jak bylo určeno radiometrickým datováním. Jedná se o druh horniny, nazývaný mineta, který patří mezi lamprofyry. Je odhadováno, že magma v sopouchu původně utuhlo v hloubce 750 až 1000 metrů pod povrchem, načež byl tento sopouch v průběhu miliónů let odkryt erozí a následně formován zvětráváním. Z hlediska geografického a geomorfologického Shiprock přináleží do Coloradské náhorní plošiny. Dalším podobným tvarem vulkanického původu v této oblasti je skalní suk Agathla (navažsky Aghaałą́, španělsky El Capitan) ve státě Arizona, jižně od Monument Valley.

### Horolezectví
Počátkem 20. století byl horolezecký výstup na Shiprock považován za neřešitelný problém. Za zdolání tohoto vrcholu byla dokonce vypsána prémie ve výši 1000 dolarů. Prvovýstup na Shiprock nakonec uskutečnili až v roce 1939 čtyři členové amerického Sierra Clubu, organizace, založené v roce 1892 a zaměřené na poznávání a ochranu přírody a životního prostředí. Byli to David Brower, Raffi Bedayn, Bestor Robinson a John Dyer, kteří zde poprvé v USA použili speciální typ jištění (vklíněnce). Od té doby bylo na vrchol vyznačeno sedm výstupových cest, všechny se značným stupněm obtížnosti. Přesto až do roku 1970 horolezecké aktivity na Shiprocku nebyly legální, teprve od tohoto data byly povoleny oficiálně. Od samého počátku až do současnosti se horolezectví v této oblasti střetává s rázným odporem zdejších obyvatel – Navahů, kteří na svém území požadují zákaz veškeré podobné činnosti.

## Náboženský a kulturní význam
Pro Navahy má Shiprock velký náboženský a historický význam a je s ním spojena řada navažských legend. Podle jedné z nich byli Navahové s pomocí této skály přeneseni ze severovýchodních oblastí na své současné území. Legenda vypráví, že se usadili na vrcholu této hory a dolů scházeli jen na svá políčka a pro vodu. Jednoho dne byla skála zasažena bleskem, který zničil přístupovou cestu a ženy a děti, uvězněné na vrcholu, zahynuly hladem a žízní. Výstup na vrchol je pro Navahy tabu, aby nebyl rušen klid mrtvých a probuzeni duchové, kteří zde sídlí. Jiné legendy vyprávějí o obřích ptácích (Tsé Ninájálééh), sídlících na vrcholu hory a krmících se lidským masem. V tomto příběhu navažský bojovník zabil ptačí monstra a jejich mláďata proměnil v orla a sovu. Další verze mluví o tom, že skála byla původně obřím ptákem, který zde v poušti usedl, načež zkameněl a začal se postupně rozpadat. Příběhy o skále hrají významnou roli také v navažských obřadech.